# Эннесли, Луи
Луи Джон Эннесли (англ. Louie John Annesley; 3 мая 2000, Лондон, Великобритания) — гибралтарский футболист, защитник клуба «Дандолк» и сборной Гибралтара.

## Клубная карьера
Родился в районе Сент-Хелиер в Лондоне. Занимался футболом в академии «Челси», откуда в 2015 году перебрался в АФК «Уимблдон». В сезоне 2016/17 выступал за команду «Кобэм», в десятой по значимости лиге Англии. В 2017 году подписал контракт с клубом «Барнет», однако за основной состав не провёл ни одной игры. В 2018 выступал за гибралтарский «Линкольн Ред Импс», за который сыграл 3 матча в чемпионате Гибралтара и 1 матч в отборочной стадии Лиги Европы УЕФА. В январе 2019 года подписал контракт с «Блэкберн Роверс».

## Карьера в сборной
За основную сборную Гибралтара дебютировал 25 марта 2018 года в товарищеском матче со сборной Латвии, в котором вышел на поле в стартовом составе и был заменён на 69-й минуте. Осенью того же года принял участие в двух матчах сборной в Лиге наций 2018/19.